# Uberabatitan
Uberabatitan là một chi khủng long, được Salgado & Carvalho mô tả khoa học năm 2008.